# روزينا إميت شيروود
روزينا إميت شيروود (بالإنجليزية: Rosina Emmet Sherwood)‏ هي رسامة أمريكية، ولدت في 13 ديسمبر 1854 في نيويورك في الولايات المتحدة، وتوفي بنفس المكان في 19 يناير 1948.